# Panther J.72
La Panther J.72 è un'autovettura prodotta dalla casa automobilistica inglese Panther Westwinds dal 1972 al 1981. È stato un modello molto esclusivo ed è stato prodotto in 500 esemplari.

## Il contesto
La Panther J.72 era una roadster neoclassica che replicava esteticamente la Jaguar SS100. Il telaio era una struttura in tubi d'acciaio saldati ed aveva una configurazione particolarmente rigida. La costruzione della vettura era ancora divisa tra il telaio in acciaio pressato e la carrozzeria in alluminio lavorata artigianalmente.
L'auto ebbe in dotazione la meccanica dalla Jaguar XJ: aveva la trazione posteriore, le sospensioni a ruote indipendenti con bracci trasversali sia davanti che dietro, lo sterzo a cremagliera e 4 freni a disco. Al momento del debutto erano disponibili 2 motori entrambi 6 cilindri in linea con distribuzione bialbero, uno ad alimentazione a 3 carburatori di cubatura 3781cm³ e l'altro ad alimentazione a 2 carburatori di cubatura 4235 cm³. Nel 1973 venne lanciata anche la J.72 equipaggiata con un motore V12 a carburatori di concezione moderna (è un superquadro, cioè alesaggio e corsa hanno un rapporto quasi di 1/1) di cubatura 5343 cm³. Inizialmente era possibile montare sulla vettura il cambio manuale o il cambio automatico. In seguito il cambio manuale venne eliminato e tutte le vetture montavano solo la trasmissione automatica. Inoltre ebbe in dotazione, sempre dalla Jaguar, l'impianto elettronico Lucas.
L'abitacolo presentava una plancia in legno (radica di noce) e rivestimenti in pelle Connolly. La dotazione di bordo comprendeva servosterzo, autoradio e, a richiesta, l'aria condizionata. La vettura era ampiamente personalizzabile in termini di rivestimenti, colori e accessori.
Dal punto di vista tecnico la J.72 subì, nella sua lunga carriera, le stesse evoluzioni motoristiche delle altre Jaguar dotate dei medesimi 6 cilindri e del V12 mentre a livello estetico rimase pressoché uguale in tutti gli anni di produzione.
Quest'auto costava circa il doppio degli allora contemporanei modelli Jaguar.

## Series II Broocklands
Nel 1980, quando la proprietà della società inglese divenne della coreana SsangYong, la roadster J.72 venne rilanciata come Series II Broocklands. L'entità delle modifiche non sarebbe, in realtà, tale da far nascere una vera e propria seconda serie, ma la Panther preferì definirla così.

## La J.72 nei media
Tra i più famosi possessori di una Panther J.72 ci sono stati: Sammy Davis Jr., Freddie Mercury, Elton John, Kenny Rogers, Elizabeth Taylor, Richard Harris ed inoltre re, principi e sceicchi del medio oriente.